# Hareca
Hareca（ハレカ）は、岡山電気軌道（岡電）・両備ホールディングス（両備バス）・下津井電鉄（下電バス）・宇野自動車（宇野バス）・中鉄バスの路線バスと岡電の軌道（路面電車）で導入されている非接触型ICカード方式による乗車カードである。

## 概要

相互利用関係（クリックで拡大）

- カードの名称である「Hareca」は、Hare（晴れ）+Card（カード）で、「晴れの国」岡山を快適に移動できるICカードということでネーミングされた。
- 2006年10月1日から岡山電気軌道の路面電車全線と岡山県岡山市・倉敷市・玉野市で運行されている3社の路線バス55路線で利用を開始し、2008年6月に4社の路線バスの大半の路線で利用可能となった。
- ICOCAやSuicaのようにHarecaの場合もデポジット（預かり金 500円）を払う。2000円で新規購入した場合500円のデボジット分を差し引いた残り1500円に対して、2％のプレミアムが付加され、1530円分利用が可能となっている。なおデポジットの500円はカード返却時に戻される。
- 宇野バスのみ10000円も販売している。2000円同様、500円のデボジット分を差し引いた残り9500円に対して、2％のプレミアムが付加され、9690円分利用が可能。2000円で新規購入同様、デポジットの500円はカード返却時に戻される。
- 宇野バス以外の導入社はHareca導入と同時にスルッとKANSAI協議会に加盟し、PiTaPaも導入したため、PiTaPaエリアで利用可能なカードをHarecaエリアで使用できる。
  - Harecaにはプレミアムサービス（後述）などの独自機能が備わるため、PiTaPaエリアではHarecaを使用できない。HarecaエリアでPiTaPaを利用した場合はポストペイ方式となる。
  - PiTaPaとICOCAが相互利用可能なため、Harecaエリアでは宇野バスを除きICOCAも利用できる。
    - ちなみに、西日本旅客鉄道（JR西日本）岡山地区でのICOCA導入は2007年9月1日であったため、岡山では私鉄・バス事業者がJRに先駆けてICOCAを利用できるようになった。
- 下津井電鉄のバスのみPiTaPaのチャージに対応している。その他の導入社はHarecaだけにしかチャージできない（運賃表示器の上部または下部にこの事を記載したステッカーが貼ってある。チャージの事を積み増し（積増）と表記をしてある）。
- 2008年7月22日からは、中鉄バスが岡山電気軌道との共同運行路線のうち3路線（半田山ハイツ・津高台団地線、国立病院線、運転免許センター線）で使用される路線バス車両に導入された。
- 2012年3月19日 岡山県議会では陳情第二号「バス共通ICカード「Hareca」の宇野バス等未導入事業者の導入促進に関することについて」が採択され、2013年3月12日に導入された[1]。同年7月31日でバスカードの利用が停止となった。 2021年8月2日に、中鉄バスが岡山空港リムジンバスに導入された。同年10月1日に、中鉄バス〈残る全路線〉[2]に導入された。中鉄北部バス・備北バスは引き続きバスカードの発売・取り扱いを続けている。中国ジェイアールバス（現・JRバス中国）は路線移管のため、井笠鉄道はバス事業の廃止のため導入予定はなかった。 2023年12月1日 に八晃運輸が導入された。その他、岡山市コミュニティサイクル（ももちゃり）にも会員証として利用可能となっている。
- 2017年10月1日に、宇野バスを除くHareca導入社局で交通系ICカード全国相互利用サービスを開始し、Suicaなどの交通系ICカードでの利用が可能になった（片乗り入れのため、Hareca以外のエリア[3]では使用できない）。
- 利用履歴は認証を必要とする領域のみに記録されており、NFC対応のスマートフォンやタブレットでharecaカードの残高が表示できるアプリを製作することができないため、バス会社の窓口で履歴を読み出してもらう必要がある[4]

## カード券種
下記の4種類が発行されている（記念カード以外は同じデザイン）。ただし、宇野バスで販売しているものだけは宇野バス独自のデザイン。
- 無記名式カード（無記名式の持参人有効のプリペイドカード。各社の電車・バス車内・表町バスセンター内の自販機でも発売されている。各社の取扱窓口にて後日、お客様登録すると記名人式カードとして使用できる。）
- 記名人式カード（カード購入時に氏名・生年月日等のお客様登録をしたプリペイドカードで、紛失時にカードの利用停止と再発行などが受けられる。各社の取扱窓口のみで発売。）
- 子供用カード（記名人式カードと同じくカード購入時にお客様登録が必要である。各社の取扱窓口のみで発売。）
- 記念カード（2006年10月1日のサービス開始時から、岡電・両備・下電の3社がそれぞれ「ICカード導入記念」の記念カードを販売していた。これらのカードはお客様登録ができない。）
- 高齢者（65歳以上）・障害者の運賃半額割引用カード（2021年10月1日に導入された。「Hareca Half（ハレカハーフ）」いう。申請は9月17日から受け付ける。岡山市民・赤磐市民のみ購入が出来るが使えない区間もある。）

### 定期券
当初は、2007年秋にIC定期券サービスが導入される予定であったが、前述の通り発行枚数の低迷もあり導入は延期され、2008年7月1日から「Hareca定期券」としてサービスを開始した。Hareca定期券の発行を行っていない中鉄バス以外の3社がそれぞれ発行している紙の定期券は、一部を除きHareca定期券へ順次切替えた。2008年7月22日からは、中鉄バスが発行していた国道53号線（半田山ハイツ・津高台団地線、国立病院線、運転免許センター線）の紙の定期券は、岡電バスのHareca定期券へ順次切替えた。岡電・両備・下電の3社が2019年12月28日をもって紙定期券は販売終了した。宇野バス（赤磐循環バスを除く）も2013年夏に導入される予定であったが延期され、2015年5月19日から「Hareca定期券」としてサービスを開始した。現在、宇野バスが発行している紙の定期券は、一部を除きHareca定期券へ順次切替える予定。中鉄バスは2023年4月1日から「Hareca定期券」としてサービスを開始した。現在、中鉄バスが発行している紙の定期券は、一部を除きHareca定期券へ順次切替える予定。
- Harecaを自社で発行していない会社について、2024年9月30日まで東備バスは両備バス発行のHarecaに付けることで対応していた。中鉄バスはHarecaを2021年10月1日から発行しているが、引き続き、2023年3月31日まで（国道53号線のみ）岡山電気軌道発行のHarecaに付けることで対応していた。
- 2015年5月19日からは、赤磐市広域路線バス（赤磐・美作線）[6]でも全区間（新道穂崎 - 林野駅間）で宇野バス発行のHareca定期券を券面提示で利用可能。
- 2018年9月1日からは、井笠バスカンパニー[7]（新倉敷駅 - 寄島線）[6]でも両備バス（新倉敷駅 - 玉島中央町線）と重複する区間（新倉敷駅 - 玉島中央町間）で両備バス発行のHareca定期券を券面提示で利用可能（両備バス担当便で井笠バスカンパニー発行の紙定期券の利用は不可）[8][9]。

## サービス・割引案内
プレミアムサービス（Harecaに適用）
チャージ時に一律2%のプレミアム（割り増し額）を付加する。

※チャージ額はプレミアム額を含め、最高20,000円まで。
路面電車・バス乗り継ぎ割引（Harecaに適用）
岡山電気軌道の路面電車と岡山電気軌道のバスおよび両備バスを、指定されたバス停・電停で乗り換えた場合、乗換を含んだ乗車区間をすべてバスで乗車したものとして運賃計算する。
※Hareca Halfには、路面電車・バス乗り継ぎ割引は適用されない。

### Hareca Half
- 高齢者（65歳以上）・障害者の運賃半額割引用カードで2021年10月1日に導入された。岡山市民・赤磐市民のみ購入が出来る。
  - 当初は岡山市民のみであったが、2024年2月1日から赤磐市民も対象となった。
  - 障害者用で等級が1級またはA級の場合は介助者も対象となる。
  - 2022年8月1日から障害者用は特定医療費受給者・障害福祉サービス受給者も対象となった。
- 乗り継ぎ割引、路面電車・バス乗り継ぎ割引は適用されない。
- 岡山市が発行する高齢者用は乗車または降車のいずれかが岡山市内の場合に限り適用される（岡山市外のみの利用の場合は適用されない）。
- 赤磐市が発行する高齢者用は乗車または降車のいずれかが赤磐市内の場合に限り適用される（赤磐市外のみの利用の場合は適用されない）。
- 岡山市・赤磐市が発行する障害者用は全区間で適用される。
- Harecaを導入していない下記の事業者については、Hareca Halfを提示し、現金で支払う（10円未満の端数は切り上げ）。
  - 備北バス（岡山 - 地頭線のみ）
  - 中鉄北部バス（岡山 - 勝山線のみ）
  - 赤磐市広域路線バス（赤磐・美作線のみ）
- 中鉄バスが運行する御津・建部コミュニティバスについては、岡山市内（一部の路線は吉備中央町内・美咲町内も運行）の運行であるが、国立病院 - 下加茂・杉谷・福沢線を除きHarecaを導入しておらず、Hareca Halfの提示割引も適用されない。

## 導入事業者

### カード発行事業者
- 両備ホールディングス ‐ RB(両備)
- 下津井電鉄 ‐ SD(下電)
- 岡山電気軌道‐ OD(岡電)
- 宇野自動車 ‐ UN(宇野)
- 中鉄バス ‐ TT(中鉄)
- 岡山市役所交通政策課（ハレカハーフ） ‐ OC

### 利用のみが可能な事業者
- 中鉄バスを通じて精算。Harecaは発売しない。
  - 八晃運輸
- 中鉄バスは自社発行していなかった時期、岡山電気軌道を通じて精算していた。Harecaを2021年10月1日から発行し、自社単独で精算するようになった。

### 利用のみ可能だった事業者
- 東備バス
  - 2024年10月1日より、両備ホールディングスに合併した。同社を通じて精算を行っていた。

## 導入路線
2024年10月1日 時点

### バス路線（路線バス）
- 両備バス - 全線
- 下電バス - 全線
- 岡電バス - 全線
- 宇野バス - 全線
- 中鉄バス - 全線[11]
- めぐりん - 全線

### バス路線（リムジンバス）
- 岡山桃太郎空港リムジンバス - 全便

### 鉄軌道
- 岡山電気軌道 - 全線